# Шарън
Шарън (на английски: Sharon) е град в окръг Уиндзор, Върмонт, Съединени американски щати. Населението му е 1519 души (по приблизителна оценка за 2017 г.).
В Шарън е роден религиозният водач Джоузеф Смит (1805 – 1844).